# پیت تانگ
ام‌بی‌ای، پیتر مایکل تانگ (انگلیسی: Peter Michael Tong؛ زادهٔ ۳۰ ژوئیهٔ ۱۹۶۰) شناخته‌شده با نام پیتر تانگ، دی‌جی، تهیه‌کننده موسیقی، مجری رادیو اهل بریتانیا است. او در رادیو بی‌بی‌سی ۱ کار می‌کند. وی از سال ۱۹۸۱ میلادی تاکنون مشغول فعالیت بوده‌است.